# Ideograma Consultores

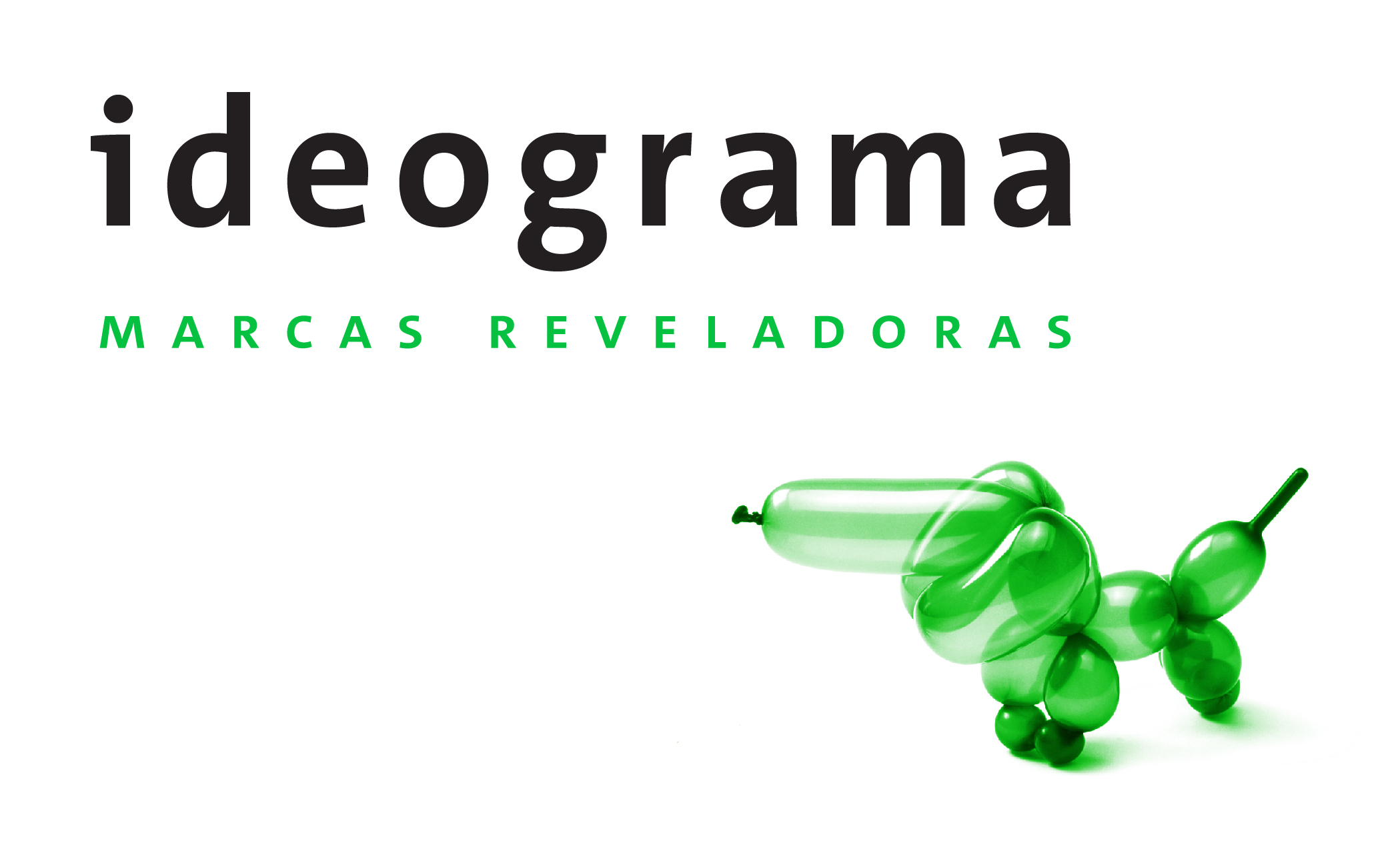
Ideograma, marcas reveladoras.

Ideograma Consultores es una consultora mexicana especializada en la construcción de marca corporativa. Ha participado en el diseño y la implementación de marcas como Gentera, Compartamos Banco, Volaris, Cementos Fortaleza, Casa Brugal y Hasbro City. También ha colaborado en proyectos de índole social como Un Kilo de Ayuda y el Bicentenario de la Independencia de México.

## Historia
Fue fundada en 1999 por Juan Carlos Fernández Espinosa y Josep Palau Payerol en Cuernavaca, Morelos, México. En sus 25 años de trayectoria, la consultora ha participado en más de 300 proyectos de marca de los sectores financiero, turístico, comercial, industrial, educativo e institucional, entre los que se cuentan Volaris, Compartamos Banco, Gentera, Grupo Salinas, Monex, BIVA, AMCO, GBM, Intec, AMIB, el Bicentenario de la Independencia de México y el Centenario de la Revolución Mexicana (2010), Fundación Dondé, Cementos Fortaleza, Hoteles Fiesta Americana, Casa Brugal, Galicia Abogados, Colegio de Notarios, Un Kilo de Ayuda, Mexico Pacific y Hasbro City.
En la edición 2013 de los Premios CLAP recibió la distinción Selección CLAP, en la categoría de Mejor Sistema de Identidad Corporativa o “Branding”, por el trabajo realizado para la empresa mexicana h01a.
Forma parte del Consejo Certificador de la Innovación y el Diseño bajo la marca Diseña México.